# Xavier Antich
Xavier Antich i Valero, nacido Francisco Javier Antich Valero (Seo de Urgel, Lérida, 1962), es un filósofo y profesor universitario español. Fue colaborador del diario La Vanguardia desde el año 2000 hasta el 2016.

## Biografía
Premio Extraordinario de Licenciatura (1985) y doctor en Filosofía por la Universidad de Barcelona con una tesis doctoral sobre la Metafísica de Aristóteles (1997), es hermano del periodista José Antich.

## Trayectoria
Profesor de Filosofía en los institutos Joan Maragall (Barcelona) y Mercè Rodoreda (Hospitalet de Llobregat), desde 1998 es profesor titular de Historia de las Ideas estéticas y Teoría del arte en la Universidad de Gerona (UdG). Ha sido visiting chair de la Universidad Stanford y profesor invitado en The Lisbon Consortium (Universidad Católica Portuguesa). Ha sido director del Máster en Comunicación y Crítica de Arte de la UdG y director del Programa de Estudios Independientes (PEI) del Museo de Arte Contemporáneo de Barcelona. Desde el año 2011, es el presidente del patronato de la Fundación Antoni Tàpies. Fue colaborador de La Vanguardia desde que su hermano  José Antich se hiciera con la dirección del diario en el año 2000.
Ha escrito varios libros, como Introducción a la metafísica de Aristóteles. El problema del objeto en la Filosofía primera (1990), El rostro del otro. Paseo filosófico por la obra de Emmanuel Lévinas, que ganó el premio Joan Fuster de ensayo (1992), La doctrina del ser en Aristóteles. Lectura del libro Z de los Metafísicos (1997). Ha sido el editor de la compilación de textos de Antoni Tàpies En blanco y negro. Ensayos (Galaxia Gutenberg, 2009) y del volumen colectivo De animales y monstruos (MACBA, 2011), y ha traducido varios filósofos contemporáneos, como Maurice Merleau-Ponty, Emmanuel Lévinas, Franco Rella y Chantal Mouffe. Ha escrito en varios diarios (como El País y Hoy, entre 1995 y 2000) y colaboró regularmente en La Vanguardia (desde el año 2000) y semanalmente en el Ara (desde 2014). Formó parte, entre 2002 y 2014, del equipo que puso en marcha y publicó semanalmente, hasta la salida de José Antich, el suplemento "Cultura/s" de La Vanguardia. Colaboró en los programas radiofónicos Àgora (Cataluña Cultura), El cafè de la República (Catalunya Ràdio) y, en la actualidad, en L'oracle (Catalunya Ràdio). Participó en el programa televisivo La hora del lector y formó parte del equipo de dirección del programa Amb filosofia (ambos de Televisión de Cataluña).
El 14 de noviembre de 2011 dimitió junto con nueve miembros más del Plenario del Consejo Nacional de la Cultura y de las Artes, del cual era consejero desde diciembre del 2008, como protesta por la rotura de modelo que propuso el proyecto de la ley Òmnibus. Desde diciembre de 2011 forma parte del Consejo de Cultura de la ciudad de Barcelona. El 26 de febrero de 2022 fue elegido presidente de Òmnium Cultural en sustitución de Jordi Cuixart.

## Obras
- Introducción a la metafísica de Aristóteles. El problema del objeto en la filosofía primera. Barcelona: PPU (1990).
- El rostro del otro. Paseo filosófico por la obra de Emmanuel Lévinas. Valencia: Eliseu Climent Editor (Premio Joan Fuster de ensayo) (1993).
- "L'umanesimo di Lévinas e l'incontro a Davos", Ideo (1994) pp. 91-96
- Antoni Tàpies. Certeses sentides. Cracòvia: Museo Nacional de Cracovia, Instituto Cervantes (edición en catalán, castellano y polaco, 2000).
- "Barcelona, 1917-1928. Del 391 al Manifest Groc", en: AAVV, Capitales del arte moderno. Madrid: Instituto de Cultura, Fundación Mapfre (2007).
- "Ver para mirar. De la imagen-control a la imagen-deseo", en: AAVV, Cuerpo y mirada. Huellas del siglo XX. Madrid: Museo Nacional Centro de Arte Reina Sofía (2007).[7]
- “Variaciones e intermitencias del gesto que permanece y retorna (Miradas oblicuas a partir del archivo Warburg)”, en: Benavente, F.; Salvadó, G. (eds.), Poéticas del gesto en el cine europeo contemporáneo. Barcelona: Prodimag / Intermedio / UPF (2012).
- Per què necessitem les humanitats? Conviure amb els clàssics per viure el present. Barcelona: ESADE / CEJP (2013). Libro electrónico.

## Premios y reconocimientos
- 1992  - Premio Joan Fuster de ensayo por El rostre de l'altre. Passeig filosòfic per l'obra d'Emmanuel Lévinas.